# Marine Girls
 (septembre 2023).
La mise en forme du texte ne suit pas les recommandations de Wikipédia : il faut le « wikifier ».
Les points d'amélioration suivants sont les cas les plus fréquents. Le détail des points à revoir est peut-être précisé sur la page de discussion.
- Les titres sont pré-formatés par le logiciel. Ils ne sont ni en capitales, ni en gras.
- Le texte ne doit pas être écrit en capitales (les noms de famille non plus), ni en gras, ni en italique, ni en « petit »…
- Le gras n'est utilisé que pour surligner le titre de l'article dans l'introduction, une seule fois.
- L'italique est rarement utilisé : mots en langue étrangère, titres d'œuvres, noms de bateaux, etc.
- Les citations ne sont pas en italique mais en corps de texte normal. Elles sont entourées par des guillemets français : « et ».
- Les listes à puces sont à éviter, des paragraphes rédigés étant largement préférés. Les tableaux sont à réserver à la présentation de données structurées (résultats, etc.).
- Les appels de note de bas de page (petits chiffres en exposant, introduits par l'outil «  Source ») sont à placer entre la fin de phrase et le point final[comme ça].
- Les liens internes (vers d'autres articles de Wikipédia) sont à choisir avec parcimonie. Créez des liens vers des articles approfondissant le sujet. Les termes génériques sans rapport avec le sujet sont à éviter, ainsi que les répétitions de liens vers un même terme.
- Les liens externes sont à placer uniquement dans une section « Liens externes », à la fin de l'article. Ces liens sont à choisir avec parcimonie suivant les règles définies. Si un lien sert de source à l'article, son insertion dans le texte est à faire par les notes de bas de page.
- La présentation des références doit suivre les conventions bibliographiques. Il est recommandé d'utiliser les modèles {{Ouvrage}}, {{Chapitre}}, {{Article}}, {{Lien web}} et/ou {{Bibliographie}}. Le mode d'édition visuel peut mettre en forme automatiquement les références.
- Insérer une infobox (cadre d'informations à droite) n'est pas obligatoire pour parachever la mise en page.

Pour une aide détaillée, merci de consulter Aide:Wikification.
Si vous pensez que ces points ont été résolus, vous pouvez retirer ce bandeau et améliorer la mise en forme d'un autre article.
Les Marine Girls étaient un groupe de post-punk / indie pop anglais originaire de Hatfield (Hertfordshire), située à une trentaine de kilomètres au Nord de Londres. Le groupe a été formé en 1980 par deux camarades de classe de lycée : Tracey Thorn et Gina Hartman. À l'origine, Thorn jouait seulement de la guitare et Hartman assurait le chant et les percussions. Thorn a surmonté sa timidité et s'est mise à chanter aussi lorsqu'elles ont commencé à enregistrer des disques. Elles ont ensuite été rejointes par Jane Fox à la basse et sa sœur cadette, Alice, au chant et aux percussions.

## Histoire
Les Marine Girls étaient contemporaines de groupes tels que Young Marble Giants et The Raincoats, dont on peut clairement reconnaître les influences à l'écoute de leurs morceaux. Elles ont, comme eux, appliqué l'éthique DIY en enregistrant une cassette auto-produite et auto-éditée intitulée A Day by the Sea. Celle-ci contient des chansons autrement indisponibles telles que "Getting Away from It All", "Lorna", "Hour of Need" et "Harbours".
Les Marine Girls ont ensuite travaillé à l'album intitulé Beach Party, enregistré dans un abri de jardin par Pat Bermingham. L'album est sorti sur le label In-Phaze avant d'être réédité par Dan Treacy de Television Personalities pour son label Whaam! Enregistrements. En 1981, Gina Hartman quitte le groupe pour mener d'autres projets musicaux. Tracey Thorn, tout en poursuivant son engagement dans le groupe, sort la même année un album solo, A Distant Shore. Les Marine Girls continuent de jouer ensemble et sortent un deuxième album, Lazy Ways, en avril 1983. Celui-ci a été classé au 42e rang parmi les "Albums de l'année" par NME.
Les Marine Girls ont enregistré deux Peel Sessions, ces sessions d'enregistrements courtes réalisées dans les studios de la BBC Radio 1 pour l'émission de John Peel. Leur première session, réalisée en 1982, contient cinq chansons : Don't Come Back, Love To Know, He Got the Girl, Fever et A Place in the Sun. Leur seconde, en 1983, contient quatre chansons :  Lazy Ways, That Day (dont c'est le seul enregistrement par les Marine Girls, bien que les sœurs Fox l'aient plus tard reprise avec leur nouveau groupe Grab Grab the Haddock), Seascape (seul enregistrement par les Marine Girls également, bien qu'il s'agisse d'une refonte d'une chanson composée par Tracey Thorn pour A Distant Shore) et une reprise de Love You More des Buzzcocks.
À partir de 1982, Tracey Thorn se concentre sur ses études et sur sa relation personnelle et professionnelle grandissante avec son camarade de l'Université de Hull, Ben Watt (qui a contribué à la photographie de la couverture de Lazy Ways ). Ils ont formé leur propre projet musical, Everything But The Girl, et leur premier single comprenait un réenregistrement de la chanson des Marine Girls, "On My Mind". Les soeurs Fox poursuivent elles des études d'art à Brighton.
Les Marine Girls se sont officiellement séparées en 1983. Jane et Alice Fox ont formé avec le guitariste Lester Noel et le batteur Steven Galloway un nouveau groupe, Grab Grab the Haddock, avec lequel elles ont sorti deux singles en 1984 et 1985 avant de se séparer. Tracey Thorn a continué à travailler avec Everything But The Girl jusqu'au début des années 2000.
Dans son journal, Kurt Cobain a mentionné Beach Party comme étant l'un de ses 50 albums préférés ,. Les deux albums des Marine Girls ont été réédités en double-CD par Cherry Red en 1997.

## Activités actuelles
Alice Fox est directrice adjointe de l'École d'art de l'Université de Brighton et travaille avec des groupes socialement exclus autour de la performance et des arts visuels.
Jane Fox est une artiste visuelle et enseignante-chercheuse (« senior lecturer », équivalent de maîtresse de conférences) à l'Université de Brighton.
Gina Hartman continue de faire de la musique, notamment au sein du groupe Fenestration avec Mark Flunder, anciennement de TV Personalities.
Tracey Thorn est autrice, chroniqueuse et artiste solo.

## Discographie
| Date de sortie | Titre                                    | Format |
| -------------- | ---------------------------------------- | ------ |
| décembre 1981  | "On My Mind"/"The Lure of the Rockpools" | Single |
| 1981           | Beach Party                              | Album  |
| Février 1983   | "Don't Come Back"/"You Must Be Mad"      | Single |
| avril 1983     | Lazy Ways                                | Album  |

### Contributions
- Les Marine Girls ont contribué avec une chanson inédite intitulée « Hate the Girl » à la compilation Rupert Preaching at a Picnic (1981)
- "Lazy Ways" se trouve sur la compilation Pillows & Prayers  (1982)
- "A Place in the Sun" se trouve sur la compilation Pillows & Prayers 2 (1984)